# Préfecture apostolique de Lintong
La préfecture apostolique de Lintong (Praefectura Apostolica Lintungensis) est un siège de l'Église catholique en République populaire de Chine. Le siège est vacant.

## Territoire
La préfecture apostolique comprend une partie de la région autonome de la Mongolie-Intérieure.
Son siège est à Lintong.

## Histoire
La région est évangélisée depuis le milieu du XIXe siècle par les Missions étrangères de Paris. La préfecture apostolique est érigée le 18 mai 1937 par la bulle Quo melius de Pie XI, recevant son territoire du vicariat apostolique de Szepingkai (aujourd'hui diocèse de Siping). Elle est confiée aux missionnaires canadiens de la Société des missions étrangères de la province de Québec.

## Ordinaires
- Edgar Larochelle, P.M.E. † (23 juillet 1937 - 1938 démission)
- Émilien Masse, P.M.E. † (31 mars 1939 - 29 juillet 1943 décédé)
- Joseph Gustave Roland Prévost-Godard, P.M.E. † (28 novembre 1946 - 11 novembre 1956 nommé vicaire apostolique de Pucallpa)